# Zespół niewrażliwości na androgeny
Zespół niewrażliwości na androgeny (zespół Morrisa, ang. androgen insensitivity syndrome, Morris syndrome, dawniej określany jako zespół feminizujących jąder, testicular feminization syndrome) – wrodzone zaburzenie rozwoju płciowego spowodowane różnymi mutacjami w genie kodującym receptor wiążący androgeny. 
Zespół niewrażliwości na androgeny dzieli się na trzy typy: całkowity zespół niewrażliwości na androgeny (CAIS), częściowy zespół niewrażliwości na androgeny (PAIS) oraz łagodny zespół niewrażliwości na androgeny (MAIS). 

## Etiologia
W zespole niewrażliwości na androgeny gen SRY na chromosomie Y powoduje wykształcenie jąder, które mogą się zlokalizować w kanale pachwinowym lub pozostać w jamie brzusznej. Jądra syntetyzują męskie hormony płciowe testosteron i dihydrotestosteron, jednak niewrażliwość komórek na te hormony może powodować rozwój warg sromowych i łechtaczki, a prącie i moszna nie powstaną. Jednocześnie produkowany przez jądra hormon antymullerowski (AMH) przyczynia się do tego, że nie powstają jajowody, macica i górna część pochwy. 

## Klasyfikacja
Zespół niewrażliwości na androgeny dzieli się na trzy kategorie w zależnie od fenotypu: zespół całkowitej niewrażliwości na androgeny (CAIS), zespół częściowej niewrażliwości na androgeny (PAIS) oraz zespół łagodnej niewrażliwości na androgeny (MAIS). Skala Quigley może być stosowana w połączeniu z tradycyjnymi trzema klasami AIS w celu dostarczenia dodatkowych informacji dotyczących stopnia maskulinizacji narządów płciowych i jest szczególnie przydatna, gdy diagnozą jest PAIS.

### Całkowita niewrażliwość na androgeny (CAIS)
Dotyka ona osoby chromosomalnie męskie (XY), jednak osoby te są fenotypowo kobietami (piersi, wargi sromowe, łechtaczka są dobrze wykształcone; cewka moczowa, owłosienie, sylwetka, rysy twarzy są kobiece, brak jest prącia i moszny), występuje jednak brak miesiączki i to jest najczęstsza przyczyna zgłoszenia się osoby z tym zespołem do lekarza. Są to osoby trwale niepłodne, jednak dobrze wykształcona identyfikacja z płcią żeńską sprawia, że osoby te zakładają rodziny, prowadząc współżycie. W przypadku postaci niekompletnej zazwyczaj usuwa się jądra (w razie nieusunięcia istnieje 5-20% ryzyko rozwoju procesu nowotworowego), czasem konieczne jest wytworzenie sztucznej pochwy. Częstość występowania CAIS wśród mężczyzn wynosi 1:62 000, a (P)AIS 1:20 000. 

### Częściowa niewrażliwość na androgeny (PAIS)
Zespół częściowej niewrażliwości na androgeny rozpoznaje się, gdy stopień niewrażliwości na androgeny u osobnika z kariotypem 46,XY jest na tyle duży, że częściowo zapobiega maskulinizacji narządów płciowych, ale nie jest na tyle duży, by całkowicie zapobiec maskulinizacji narządów płciowych. Niejednoznaczność narządów płciowych jest często wykrywana podczas badania klinicznego po porodzie i dzięki temu diagnoza może być postawiona w okresie niemowlęcym jako część diagnostyki różnicowej. 
Często występuje niedostateczna maskulinizacja podczas okresu dojrzewania, objawiająca się między innymi poprzez ginekomastię, zmniejszenie owłosienia na ciele czy wysoki głos. Budowa narządów płciowych jest zróżnicowana — od prącia o zmniejszonej wielkości i spodziectwo do nieznacznie powiększonej łechtaczki. Prostata jest zazwyczaj mała lub niemożliwa do wyczucia. 

### Łagodna niewrażliwość na androgeny (MAIS)
Osoby z łagodnym zespołem niewrażliwości na androgeny (typ 1 w skali Quigleya) rodzą się z męskim fenotypem i z w pełni zmaskulinizowanymi narządami płciowymi; tę kategorię niewrażliwości na androgeny rozpoznaje się, gdy stopień niewrażliwości na androgeny u osobnika z kariotypem 46,XY jest na tyle duży, że pogarsza wirylizację lub spermatogenezę, ale nie jest na tyle duży, by zaburzyć prawidłowy rozwój męskich narządów płciowych. MAIS jest najłagodniejszą i najmniej zbadaną postacią zespołu niewrażliwości na androgeny. 